# Warlow
Warlow és un municipi a l'estat alemany de Mecklemburg-Pomerània Occidental, a la vora de la regió Griese Gegend.
A la fi del 2013 comptava amb 492 inhabitants. a una superfície de 13,85 quilòmetres quadrats. Pertany a l'amt (mancomunitat) de Ludwigslust-Land. El primer esment escrit 'data del 1277.

## Llocs d'interés
- L'antiga escola restaurada com a centre comunitari
- La reconstrucció d'un forn de rajoles